# 全国通訳案内士
全国通訳案内士（ぜんこくつうやくあんないし、英語: National Government Licensed Guide Interpreter）とは、観光庁長官が実施する国家試験「全国通訳案内士試験」に合格して、報酬を得て通訳案内（外国人に付き添い、外国語を用いて、旅行に関する案内を行うこと）を行うことを仕事とする職業。訪日外国人旅行者を相手にしたプロの観光ガイドのこと。

## 概要
通訳案内士の登録人数は、2018年時点で約2.5万人。報酬を得て訪日外国人旅行に付き添い、日本語以外の言語を用い旅行案内をすることは、1949年（昭和24年）に施行した通訳案内士法により、国家資格を得た上で、都道府県に登録する事が義務付けられていたが、2018年（平成30年）1月4日からは、通訳案内士の量的不足やガイドニーズの多様化に対応するためとして、自由化され資格を有しなくても通訳案内業を営むことが可能となった。
もっとも、外国人観光旅客に対する接遇の向上を図り、もって国際観光の振興に寄与する観点から、名称独占資格として通訳案内士の登録制度は存続し、研修の受講義務等を新たに定めるなどの改正を行ったうえで、従来の通訳案内士は全国通訳案内士に移行することになった。尚、従来の特区法等に基づく地域限定通訳案内士は、地域通訳案内士に移行することになった。
使用する外国語別に、英語、フランス語、スペイン語、ドイツ語、中国語、イタリア語、ポルトガル語、ロシア語、韓国語、タイ語に分かれている。
訪日客による経済活性化や日本文化の理解のため、規制緩和の動きも進む。
従来は、通訳案内業法により、通訳案内業としての免許を申請し、取得する制度であったが、2005年（平成17年）6月の法改正により、2006年4月よりは通訳案内士と名称を変え、資格者の登録制度に変わった。また、従来は日本全国で業務ができる免許しかなかったが、新制度では、都道府県単位で地域限定の通訳案内士の登録が行えるようになった。
2011年に国会で審議された総合特区法案では、有名無実化した法制度を改める動きの一環として、特区指定地域では通訳案内士以外の者でも、外国人を有償ガイドできる特例措置が盛り込まれている。
2017年（平成29年）には、外国人観光客の急増に対応するため法改正が行われ、資格がなくても有償ガイドができるようになり、ガイドできる地域を限定した「地域通訳案内士」制度も新たに設けられた。
案内士の75%は東京都区部など大都市圏に偏在、7割近くが英語対応である。
2018年度までの過去10年間の統計によると、1次試験の受験者数が最も多かったのは2016年度の11,307名で、最も少なかったのは2013年度の4,706名、最終合格者数が最も多かったのは2016年度の2,404人、最も少なかったのは2012年度の713人、最終合格率が最も高かったのは2013年度で25.5%、最も低かったのは2019年度で8.5%となっている。

## 全国通訳案内士試験

### 概要
独立行政法人国際観光振興機構（日本政府観光局）が試験事務を代行する観光庁主管の国家試験であり、語学関連の唯一の国家資格である。
受験資格は特に設けておられず、2016年度の全国通訳案内士の最年長合格者は78歳、最年少合格者は13歳と、幅広い年代の人が受験している。
試験は筆記試験と口述試験がある。筆記試験は、8月下旬に札幌市、仙台市、東京近郊、名古屋市、大阪近郊、広島市、福岡市、沖縄県のほか、準会場として熊本市、新潟市、また日本国外ではソウル（韓国語のみ）、台北（中国語（繁体字）のみ。日本と同時刻開催のため、台湾時間では日本時間の1時間早い時間の開始となる。）で行われている。筆記試験の合格発表は11月上旬になされ、口述試験は12月上旬に、英語、中国語、韓国語は東京近郊、大阪近郊、福岡市で、それ以外の言語については東京近郊でのみ行われる。筆記試験受験地が東京近郊、大阪近郊、福岡市のいずれかである場合は口述試験受験地も同一地域となり、筆記試験受験地がその3箇所以外の場合は選択制となる。また二か国語受験者は同一受験地となるため、英語、中国語、韓国語のいずれかとそれ以外の言語の二か国語で受験する場合は、口述試験は東京近郊会場での受験のみとなる。
合格者については、日本政府観光局（JNTO）ホームページへの合格者受験番号掲載（筆記試験は11月上旬、口述試験は1月下旬）、および最終合格者については、2月上旬に官報への受験番号および氏名掲載により発表される。なお合否の通知は結果に関わらず受験者全員に対してなされ、最終合格者にのみ合格証書が交付され、簡易書留で郵送される。
以上は2018年（平成30年度）の例であるが、今後国際化の動向や受験者数などに応じて変更される可能性もある。

### 試験科目
筆記試験
- 外国語についての筆記試験（記述式（英語のみマークシート方式と併用）。受験する言語を選択）
英語、フランス語、スペイン語、ドイツ語、中国語、イタリア語、ポルトガル語、ロシア語、韓国語、タイ語
中国語は繁体字と簡体字から選択。ただし台北では繁体字のみ。
- 日本語による筆記試験（マークシート方式）

1. 日本地理
2. 日本歴史
3. 産業、経済、政治及び文化に関する一般常識
4. 通訳案内の実務

口述試験
筆記試験で選択した外国語を用いての面接試験。外国語能力はもちろん、ガイドとして知っておくべき日本文化や社会に関する知識も問われる。また同時に人物考査も行われ、通訳案内士としての適性が判断される。

### 一部科目免除
以下の条件に当てはまる受験者は所定の通りに申請すれば一部科目が免除となる。詳しくは募集要項を参照。
- 前年の筆記試験に合格し、口述試験を不合格または欠席した受験者は筆記試験が免除となる。前年の筆記試験で一部科目だけ合格点に達している受験者は、筆記試験でその科目が免除となる。
- 過去に他の言語で通訳案内士として合格した受験者は、筆記試験で外国語以外が免除となる。
- 下記試験の合格者は筆記試験の外国語のうち該当する言語が免除となる。
  - 実用英語技能検定1級合格者
  - TOEIC Listening & Reading Test 合計900点以上
  - TOEIC Speaking Test 160点以上
  - TOEIC Writing Test 170点以上
  - 実用フランス語技能検定試験1級合格者
  - スペイン語技能検定試験1級合格者
  - DELE（スペイン語検定認証）のC1（上級）、C2（最上級）合格者
  - ドイツ語技能検定試験1級合格者
  - 中国語検定試験1級合格者
  - HSK（漢語水平考試）6級180点以上取得者
  - 実用イタリア語検定試験1級合格者
  - 「ハングル」能力検定試験1級合格者
  - 韓国語能力試験6級取得者
- 総合または国内旅行業務取扱管理者合格者は日本地理が免除となる。[7]。
- 歴史能力検定日本史2級以上の合格者もしくは大学入試センター試験「日本史B」60点以上取得者は日本歴史が免除となる。
- 大学入試センター試験「現代社会」80点以上取得者は一般常識が免除となる。
- 地域限定通訳案内士試験合格者が当該外国語による通訳案内士試験を受けるときは、当該外国語の筆記試験が免除になる。

## 地域限定通訳案内士
1997年に制定された「外国人観光旅客の旅行の容易化等の促進による国際観光の振興に関する法律（外客来訪促進法）」の特例として、2006年に制定された都道府県単位の制度で、一つの都道府県の範囲に限って通訳案内業務を行うことができる制度。
地域限定通訳案内士試験に合格し、都道府県知事の登録を受けた者は、当該都道府県の区域において、報酬を得て、通訳案内を業として行うことができる（外客来訪促進法第23条、第24条及び第26条）。
「地域限定通訳案内士」試験は、2007年から、6道県（北海道、岩手県、栃木県、静岡県、長崎県、沖縄県）で始まったが、2017年時点では、実施しているのは沖縄県のみとなっていた。2016年度から東京都で、構造改革特区制度を活用した、研修のみの新たな登録制度を始めた。
なお、2018年1月の改正通訳案内士法の施行により、これらの制度は後述する「地域通訳案内士」に統合され、これまでに資格を得た地域限定通訳案内士等は地域通訳案内士とみなされることとなった。

### 沖縄県
2007（平成19）年度から実施している。
- 筆記（第1次）試験は、沖縄県の地理・沖縄県の歴史・沖縄県の産業、経済、政治及び文化・外国語（英・中・韓）
- 口述（第2次）試験は、筆記（第1次）試験に合格した者と、筆記試験を免除される者が対象
- 2017（平成29）年3月31日現在、中国語80名、英語96名、韓国語21名の計197名登録されている。

### 東京都
国の構造改革特区制度を活用したもの。都が実施する研修を修了し、登録することで「地域限定特例通訳案内士」として都内で通訳案内を行える。これまで外国語で有料の観光案内を行うには、通訳案内士の国家資格が必要であり、外国語による観光タクシーの普及が進まなかったことから、「地域限定特例通訳案内士」として都内で通訳案内を行えるようにした。将来的には、通訳案内士（国家資格）になることを奨励する、としている。
- 2016（平成28）年度の認定研修は、対象言語を英語とし、東京都全域で活動できる地域限定特例通訳案内士を養成した。募集定員は80名で、都内（法人・個人）のタクシードライバーまたはハイヤードライバーで、TOEIC Listening & Reading Test 合計600点相当の語学力を有する者を対象とした。研修期間は免除項目の無い場合で最大8日間。
- 東京シティガイド検定資格保持者、ユニバーサルドライバー研修修了者、日本赤十字、消防署等が実施する「基礎講習」「普通救命講習」の修了者は、それぞれ免除される研修項目がある。
- ユニバーサルドライバー研修修了者、東京観光タクシードライバー認定者、観光英語対応ドライバー認定プログラム（TSTiE）修了者は、受講料減免がある。
- 乗務時間外及び退職後は資格の適用とならない。
- 2017（平成29）年3月29日現在、25名登録されている。

## 地域通訳案内士
地域通訳案内士は2017年6月2日公布2018年1月4日の施行の通訳案内士法及び旅行業法の一部を改正する法律（平成29年法律第50号）により新たに設けられた資格。構造改革特区制度等に基づいて登録されていた地域限定通訳案内士等はこの資格に移行する。